# 우네메촌
우네메촌(일본어: 采女村)은 ][일본]] 군마현의 남부, 사와군에 속해있던 촌이다. 현재의 이세사키시에 해당한다.

## 역사
- 1889년 4월 1일 - 정촌제 시행에 의해 사이군 미사토촌이 성립하였다.
- 1896년 4월 1일 - 군 통합에 의해 사와군이 성립하여, 소속이 변경되었다.
- 1955년3월 1일 - 사카이정, 고시촌, 시마촌과 합병해, 이세사키시가 되었다.
- 2005년 1월 1일 - 사카이정이 이세사키시, 아카보리정, 아즈마촌과 합병해 이세사키시가 되었다.